# Quietiv
Quietiv (von lateinisch quies ‚Ruhe‘) ist ein von Arthur Schopenhauer geprägtes Kunstwort (als Quietivum vermutlich in Anlehnung an Arzneien) und bedeutet etwa Beruhigungsmittel.
Schopenhauer stellt in Die Welt als Wille und Vorstellung (§ 68) das Quietiv dem Motiv gegenüber:
„Wenn also Der, welcher noch im principio individuationis, im Egoismus, befangen ist, nur einzelne Dinge und ihr Verhältniß zu seiner Person erkennt, und jene dann zu immer erneuerten Motiven seines Wollens werden; so wird hingegen jene beschriebene Erkenntniß des Ganzen, des Wesens der Dinge an sich, zum Quietiv alles und jedes Wollens. Der Wille wendet sich nunmehr vom Leben ab: ihm schaudert jetzt vor dessen Genüssen, in denen er die Bejahung desselben erkennt. Der Mensch gelangt zum Zustande der freiwilligen Entsagung, der Resignation, der wahren Gelassenheit und gänzlichen Willenslosigkeit.“
Erkenntnis in die principium individuationis hat demnach zur Folge, dass man an den Leiden der Welt Teil hat, seinen Lebenswillen verneint und in Resignation, aber auch wahre Gelassenheit verfällt. Auch wird man sich „seines innern Widerstreits und seiner wesentlichen Nichtigkeit“ bewusst.
Weiterhin muss der Quietiv immer wieder neu erkämpft werden:
„Indessen dürfen wir doch nicht meynen, daß, nachdem durch die zum Quietiv gewordene Erkenntniß, die Verneinung des Willens zum Leben einmal eingetreten ist, sie nun nicht mehr wanke, und man auf ihr rasten  könne, wie auf einem erworbenen Eigenthum. Vielmehr muß sie durch steten Kampf immer aufs Neue errungen werden.“
In religiöser Hinsicht ist der Quietiv ebenfalls von Bedeutung:
„Nur indem das Leiden die Form bloßer Erkenntniß annimmt und sodann diese als Quietiv des Willens wahre Resignation herbeiführt, ist es der Weg zur Erlösung und dadurch ehrwürdig.“